# Peru Nolaskoain
Peru Nolaskoain Esnal (Zumaya, Guipúzcoa, 25 de octubre de 1998) es un futbolista español que juega en la demarcación de defensa o centrocampista en la S. D. Eibar.

## Biografía

### Inicios en Guipúzcoa y llegada a Lezama
Nolaskoain se inició como centrocampista en la cantera del Zumaiako FT, equipo de su localidad natal, donde permaneció hasta 2014. Ese año pasó al Antiguoko KE de San Sebastián donde jugó una temporada. En verano de 2015 decidió incorporarse al equipo juvenil del Athletic Club.Tras una campaña como juvenil rojiblanco, donde logró catorce tantos, promocionó al Bilbao Athletic.El 21 de agosto de 2016, en su debut con el filial, marcó gol en la victoria por 3 a 0 ante la U. D. Socuéllamos convirtiéndose en el debutante más joven en marcar con el filial rojiblanco.En 2018, tras dos campañas en el filial, Eduardo Berizzo le seleccionó para realizar la pretemporada junto a otros cinco compañeros entre los que destacaban Unai Simón y Guruzeta.Finalmente, el técnico argentino le incluyó en su plantilla para jugar como defensa central.

### Athletic Club
El 20 de agosto de 2018, en su debut en Primera División, marcó el primer gol del partido, a los 27 minutos, en la victoria por 2 a 1 ante el C. D. Leganés en San Mamés tras rematar de cabeza un saque de esquina. Continuó participando con asiduidad durante la primera parte de la temporada e, incluso, anotó un gol de cabeza en un empate ante el Getafe (1-1). Sin embargo, a pesar de sus buenas actuaciones, tras la destitución de Berizzo acabó la campaña jugando con el filial en Segunda B.

#### Cesión al Deportivo de La Coruña
El 9 de agosto de 2019 fue cedido por una temporada al R. C. Deportivo de La Coruña de Segunda División. El 20 de diciembre logró su primer tanto con el club gallego en un agónico triunfo en Riazor, en el minuto 95, frente al CD Tenerife (2-1).En el tramo final de la temporada, frente al Rayo Vallecano, sufrió un esguince en el tobillo derecho que le tuvo apartado siete de las últimas ocho jornadas.

#### Cesión a la SD Amorebieta y SD Eibar
Regresó al Athletic Club para la temporada 2020-21, sin embargo, pasó la campaña en blanco ya que en octubre se lesionó de su tobillo izquierdo y, además, las molestias de su tobillo derecho no remitieron por lo que finalmente fue operado en el mes de abril. El 3 de enero de 2022, más de año y medio después de su lesión, regresó a los terrenos de juego en un triunfo frente a C. A. Osasuna (1-3). Dos semanas después fue cedido a la S. D. Amorebieta, entonces equipo de Segunda División, hasta final de temporada. En ese tramo disputó 17 encuentros y, en agosto, volvió a ser cedido para la temporada 2022-23 a la S. D. Eibar.En el club armero fue titular habitual, llamando la atención del RCD Espanyol de cara a la siguiente campaña,aunque al final se quedó en el Athletic Club, donde apenas jugó minutos hasta el mes de enero de 2024. 

### SD Eibar
El 31 de enero de 2024 fue traspasado definitivamente a la SD Eibar de Segunda División.El 24 de febrero marcó con el club armero en la derrota frente al RCD Espanyol (2-3) en Ipurúa.Una semana después abrió el marcador en el triunfo frente al CD Leganés (0-2) en Butarque.

## Selección nacional
Nolaskoain fue internacional sub-19 y sub-20 con la selección española. Con el combinado sub-20 se proclamó campeón del torneo amistoso internacional de La Alcudia en 2016, logrando dos tantos.

## Estadísticas

### Clubes
Actualizado al último partido disputado el 21 de septiembre de 2024.
| Club                                  | Div.          | Temporada     | Liga  | Liga  | Copas nacionales | Copas nacionales | Copas internacionales | Copas internacionales | Total | Total |
| Club                                  | Div.          | Temporada     | Part. | Goles | Part.            | Goles            | Part.                 | Goles                 | Part. | Goles |
| ------------------------------------- | ------------- | ------------- | ----- | ----- | ---------------- | ---------------- | --------------------- | --------------------- | ----- | ----- |
| Bilbao Athletic · España              | 2.ª B         | 2016-17       | 22    | 1     | ―                | ―                | ―                     | ―                     | 22    | 1     |
| Bilbao Athletic · España              | 2.ª B         | 2017-18       | 39    | 4     | ―                | ―                | ―                     | ―                     | 39    | 4     |
| Bilbao Athletic · España              | 2.ª B         | 2018-19       | 18    | 0     | ―                | ―                | ―                     | ―                     | 18    | 0     |
| Bilbao Athletic · España              | Total club    | Total club    | 79    | 5     | 0                | 0                | 0                     | 0                     | 79    | 5     |
| Athletic Club · España                | 1.ª           | 2018-19       | 8     | 2     | 2                | 0                | ―                     | ―                     | 10    | 2     |
| Athletic Club · España                | 1.ª           | 2021-22       | 1     | 0     | 2                | 0                | ―                     | ―                     | 3     | 0     |
| Athletic Club · España                | 1.ª           | 2023-24       | 2     | 0     | 3                | 0                | —                     | —                     | 5     | 0     |
| Athletic Club · España                | Total club    | Total club    | 11    | 2     | 7                | 0                | 0                     | 0                     | 18    | 2     |
| R. C. Deportivo de La Coruña · España | 2.ª           | 2019-20       | 28    | 2     | 1                | 0                | ―                     | ―                     | 29    | 2     |
| R. C. Deportivo de La Coruña · España | Total club    | Total club    | 28    | 2     | 1                | 0                | 0                     | 0                     | 29    | 2     |
| S. D. Amorebieta · España             | 2.ª           | 2021-22       | 17    | 1     | —                | —                | ―                     | ―                     | 17    | 1     |
| S. D. Amorebieta · España             | Total club    | Total club    | 17    | 1     | 0                | 0                | 0                     | 0                     | 17    | 1     |
| S. D. Eibar · España                  | 2.ª           | 2022-23       | 34    | 2     | 1                | 0                | —                     | —                     | 35    | 2     |
| S. D. Eibar · España                  | 2.ª           | 2023-24       | 18    | 2     | 0                | 0                | —                     | —                     | 18    | 2     |
| S. D. Eibar · España                  | 2.ª           | 2024-25       | 36    | 2     | 1                | 0                | —                     | —                     | 37    | 2     |
| S. D. Eibar · España                  | Total club    | Total club    | 88    | 6     | 2                | 0                | 0                     | 0                     | 90    | 6     |
| Total carrera                         | Total carrera | Total carrera | 223   | 16    | 10               | 0                | 0                     | 0                     | 233   | 16    |

## Palmarés

### Títulos nacionales
| Título              | Club          | País   | Año  |
| ------------------- | ------------- | ------ | ---- |
| Supercopa de España | Athletic Club | España | 2021 |
| Copa del Rey        | Athletic Club | España | 2024 |

### Reconocimientos individuales
| Distinción                                          | Año  |
| --------------------------------------------------- | ---- |
| Seleccionado en el Once de Bronce del Fútbol Draft. | 2019 |